# Free Carrier
Il termine Free Carrier, in italiano franco vettore, utilizzata nella forma breve FCA, è una delle clausole contrattuali in uso nelle compravendite internazionali, quelle codificate nell'Incoterms e che servono a statuire i diritti e i doveri di ognuna delle parti in causa, definendo anche la suddivisione dei costi di trasporto, assicurativi e doganali tra venditore ed acquirente.

## Incoterms 2020 (casistica 1 e 2)
Dal sito ICC italiano, si legge che "il venditore effettua la consegna rimettendo la merce al vettore o ad altra persona designata dal compratore nei propri locali o in altro luogo convenuto. FCA richiede che il venditore, se previsto, sdogani la merce all’esportazione, ma non all’importazione nel paese di destinazione, [...]. FCA richiede che il compratore, se previsto, debba dare istruzioni al vettore di emettere una polizza di carico al venditore. [...]".
Secondo ICC, FCA è il termine consigliato per la consegna dei container.

### Prima casistica di FCA (senza interporto)
Il venditore si occupa della produzione di documenti, fattura commerciale, licenze e certificati per l'export e dell'eventuale impacchettamento/imballaggio dei prodotti come da accordo e a proprie spese (a priori sono ruoli che spettano al venditore, le relative spese sono a suo carico e i documenti possono essere cartacei o digitali/paperless). Dopodiché, nella prima casistica si occupa mettere a disposizione la merce nella data o finestra temporale pattuita e di caricare a proprie spese la merce in questione su un mezzo del compratore (che sia suo o di una terza parte assoldata dal compratore stesso tramite contratto di spedizione, va specificato nel contratto di compravendita). In sintesi, il venditore non solo rende disponibili le merci al proprio magazzino o impianto, ma carica le merci su mezzo. Il resto della tratta è organizzato, controllato e spesato dal compratore. Nel momento in cui tutta la merce viene caricata sul mezzo, avviene il trasferimento dei rischi di trasporto dal venditore al compratore (si considera "delivered"). Se la merce non viene caricata, il venditore deve notificarlo al compratore.
Se il compratore deve conoscere informazioni e istruzioni particolari riguardo al ritiro e trasporto della merce (e.g. se è merce fragile, deperibile o pericolosa come gas, alcol, acido e sostanze radioattive), il venditore deve offrirle al compratore. Se il compratore desidera stipulare una polizza di assicurazione della merce e ha bisogno di informazioni particolari da parte del venditore, quest'ultimo deve fornirle al venditore. Se ciò comporta costi, il compratore deve rimborsarli. Se il compratore ha bisogno di informazioni per produrre documentazione di import (e eventualmente di export), il venditore deve fornirle (gli eventuali costi vanno rimborsati).

### Seconda casistica di FCA (con interporto) e altre informazioni
Il venditore, come variante, carica la merce su un mezzo a proprie spese (che sia suo o di una terza parte assoldata dal compratore, va specificato nel contratto di compravendita) e raggiungere il posto designato dal compratore (e con il consenso del venditore), solitamente un magazzino dello spedizioniere/vettore o un magazzino del compratore che quest'ultimo mette a disposizione o un magazzino del venditore. Questo luogo può essere indicato con il nome generico "interporto", di solito è frequentato da mezzi di trasporto pesanti, può trovarsi alla periferia di grandi città, di una dogana, nelle vicinanze di porti commerciali e può anche essere parte di un centro dotato di collegamento ferroviario, tale per cui arrivano quindi le rotaie e una o più tratte ferroviarie commerciali. Anche se si sceglie un altro luogo, le condizioni di questo termine non variano.
Nell'interporto, la merce viene scaricata dagli addetti (il venditore di default non ha obbligo di scaricare la merce a proprie spese), eventualmente si carica nei container (è il termine consigliato per la consegna di container, che possono pure essere refrigerati) e il compratore, subito o alla data convenuta, la ritira a spese proprie (con mezzi propri o di terze parti). Nel momento in cui la merce viene scaricata nell'interporto, il rischio di trasporto passa dal venditore al compratore siccome tutta la merce è a disposizione del compratore. Se richiesto, il venditore deve farsi consegnare e spedire al compratore un documento che comprova il "delivery" in riferimento al caricamento di merce su mezzo o deposito in magazzino. Anche i costi di immagazzinamento, siccome la merce viene indicata come "delivered", sono a carico del compratore. Se il suo vettore/spedizioniere non riesce a recuperare la merce messa a disposizione, il venditore non ha nessuna responsabilità.
Il compratore, se nella sua tratta per raggiungere l'interporto attraversa una dogana, deve assolvere alle import formalities (e.g., pagamento di dazi e tariffe laddove presenti). Ma se è il venditore colui che deve raggiungere un magazzino all'estero, è lui ad accollarsi questi pagamenti alla dogana per sdoganare la merce/svincolare la merce dalla dogana.
Nel contratto, il compratore deve notificare al venditore la modalità di trasporto della merce dall'interporto scelta (e.g. by road, by rail, by air, by sea).
Non è previsto nessun obbligo di assicurazione (ma il compratore e il venditore possono stipularne una ciascuno che copre la tratta che gestiscono).
Siccome questo è un termine del gruppo C, come già accennato fugacemente, il compratore è obbligato a ritirare fisicamente la merce (non sono previsti ripensamenti dell'ultimo minuto o entro un termine previsto, come nei termini non-C). Il compratore non controlla tutto il trasporto (l'unico termine che lo permette è EXW) e il rischio è suddiviso (contrariamente a EXW, in cui è interamente a capo del compratore).

## Vecchie edizioni

### Incoterms 2000
Questa resa, usualmente tradotta in lingua italiana come franco spedizioniere, fa parte del secondo gruppo, denominato F, derivato dal termine "free" ("libero") inteso con il trasporto non pagato. La notazione FCA, che deve essere completata dall'indicazione specifica di una località, è quella che vincola il venditore a preparare dei beni alla data concordata, provvedendo  alla fornitura della documentazione adatta per l'esportazione dalla nazione di origine, alla consegna presso il magazzino dello spedizioniere (o altro soggetto scelto dall'acquirente) e al pagamento dei costi relativi all'operazione doganale di esportazione.
L'acquirente, da parte sua, organizzerà il trasporto da tale luogo e ne pagherà tutti i costi, prendendone anche tutti i rischi fino alla destinazione finale.

### Incoterms 2010
In occasione della revisione dell'Incoterms avvenuta nel 2010 per questa specifica resa non ci sono state modifiche e rimane tra quelle che possono essere utilizzate indipendentemente dal metodo di trasporto scelto.

## Schema dei costi a carico di chi vende
| Assicurazione | Carico merce | Dogana export | Trasporto sino al magazzino concordato | Trasporto a destino | Dogana import | Tasse importazione |
| ------------- | ------------ | ------------- | -------------------------------------- | ------------------- | ------------- | ------------------ |
| NO            | SI           | SI            | SI                                     | NO                  | NO            | NO                 |